# Morgan Appelgren
Morgan Sven Appelgren, född 16 januari 1923, död 22 februari 2000 i Säve församling, var en svensk fotbollsspelare (anfallare).
Appelgren kom fram i Hisingsklubben Lundby IF, där han som 19-åring våren 1942 var med och kvalade till Allsvenskan. Lundby förlorade dock kvalet mot Halmstads BK. Till säsongen 1943/1944 värvades han till allsvenska Gais, och han gjorde allsvensk debut i en match mot Lundbys betvingare Halmstads BK den 29 augusti 1943. Han spelade emellertid bara 8 matcher (1 mål) för Gais denna enda säsong innan han återvände till Lundby, där han spelade kvar åtminstone till 1947.
Appelgren är gravsatt i minneslunden på Fridhems kyrkogård i Göteborg.